# Macrothemis celeno
Macrothemis celeno är en trollsländeart som först beskrevs av Selys 1857.  Macrothemis celeno ingår i släktet Macrothemis och familjen segeltrollsländor. IUCN kategoriserar arten globalt som livskraftig. Inga underarter finns listade i Catalogue of Life.